# Glenea khasiana
Glenea khasiana là một loài bọ cánh cứng trong họ Cerambycidae.